# Alexander Hill
Alexander "Alex" Hill (Berri, 11 de março de 1993) é um remador australiano, medalhista olímpico.

## Carreira
Hill competiu nos Jogos Olímpicos de 2016, no Rio de Janeiro, onde conquistou a medalha de prata com a equipe da Austrália do quatro sem.